# Kỷ Ly công
Kỷ Ly công hay Kỷ Hy công (chữ Hán: 杞僖公; trị vì: 505 TCN-487 TCN), tên là Tự Toại, là vị vua thứ 17 của nước Kỷ - chư hầu nhà Chu trong lịch sử Trung Quốc.
Ông là con thứ của Kỷ Điệu công và em của Kỷ Ẩn công - vua thứ 15 và 16 nước Kỷ. Năm 506 TCN, ông giết chết anh ruột để giành ngôi vua.
Sử ký không nêu rõ các sự kiện lịch sử trong thời gian ông làm vua. Năm 487 TCN, ông mất, làm vua tất cả 19 năm. Con ông là Kỷ Mẫn công lên nối ngôi vua.